# UCI Àsia Tour 2005
L'UCI Àsia Tour 2005 fou la primera edició de l'UCI Àsia Tour, un dels cinc circuits continentals de ciclisme de la Unió Ciclista Internacional. Estava formada per 13 proves, organitzades entre el 16 de gener i el 19 de setembre de 2005 a Àsia. L'edició va ser guanyada pel kazak Andrei Mizúrov, vencedor de la Volta a la Xina i segon a la Volta al Japó. L'equip Giant Asia Racing Team s'imposà en la classificació per equips.

## Evolució del calendari

### Gener
| Data     | Cursa              | País      | Cat. | Vencedor           | Equip                   |
| -------- | ------------------ | --------- | ---- | ------------------ | ----------------------- |
| 16 al 21 | Tour de Siam       | Tailàndia | 2.2  | Shinichi Fukushima | Team Bridgestone Anchor |
| 28 al 6  | Tour de Langkawi   | Malàisia  | 2.HC | Ryan Cox           | Barloworld-Valsir       |
| 29       | Gran Premi de Doha | Qatar     | 1.1  | Robert Hunter      | Phonak                  |
| 31 al 4  | Tour de Qatar      | Qatar     | 2.1  | Lars Michaelsen    | CSC                     |

### Abril
| Data    | Cursa       | País | Cat. | Vencedor       | Equip             |
| ------- | ----------- | ---- | ---- | -------------- | ----------------- |
| 9 al 13 | Kerman Tour | Iran | 2.2  | Hossein Askari | Giant Asia Racing |

### Maig
| Data     | Cursa                 | País          | Cat. | Vencedor       | Equip             |
| -------- | --------------------- | ------------- | ---- | -------------- | ----------------- |
| 7 al 13  | Volta a Corea         | Corea del Sud | 2.2  | David McCann   | Giant Asia Racing |
| 15 al 22 | Volta al Japó         | Japó          | 2.2  | Félix Cárdenas | Barloworld-Valsir |
| 22 al 1  | Tour de l'Azerbaidjan | Iran          | 2.2  | Ghader Mizbani | Giant Asia Racing |

### Juny
| Data    | Cursa                 | País      | Cat. | Vencedor    | Equip             |
| ------- | --------------------- | --------- | ---- | ----------- | ----------------- |
| 27 al 1 | Volta a l'Est de Java | Indonèsia | 2.2  | Ahad Kazemi | Giant Asia Racing |

### Juliol
| Data     | Cursa                 | País            | Cat. | Vencedor       | Equip           |
| -------- | --------------------- | --------------- | ---- | -------------- | --------------- |
| 16 al 24 | Volta al llac Qinghai | R.P. de la Xina | 2.HC | Martin Mareš   | Ed' System ZVVZ |
| 29 al 31 | Volta a la Xina       | R.P. de la Xina | 2.2  | Andrei Mizúrov | Capec           |

### Setembre
| Data     | Cursa             | País      | Cat. | Vencedor       | Equip             |
| -------- | ----------------- | --------- | ---- | -------------- | ----------------- |
| 11 al 21 | Volta a Indonèsia | Indonèsia | 2.2  | Hossein Askari | Giant Asia Racing |
| 14 al 19 | Volta a Hokkaido  | Japó      | 2.2  | Eddy Ratti     | Team Nippo        |

## Classificacions
En aquesta primera edició de l'UCI Àsia Tour es van establir tres classificacions diferents: individual, per equips i per països.
| #   | Ciclista              | Equip                     | Pts    |
| 01. | Andrei Mizúrov (KAZ)  | Capec                     | 213    |
| 02. | Ryan Cox (RSA)        | Barloworld                | 190    |
| 03. | Martin Mareš (CZE)    | Ed'System-ZVVZ            | 174    |
| 04. | Hossein Askari (IRI)  | Giant Asia Racing Team    | 168,66 |
| 05. | David McCann (IRL)    | Giant Asia Racing Team    | 160,66 |
| 06. | Graeme Brown (AUS)    | Ceramica Panaria-Navigare | 156    |
| 07. | Mahdi Sohrabi (IRI)   | Paykan                    | 155,66 |
| 08. | Ghader Mizbani (IRI)  | Giant Asia Racing Team    | 150,66 |
| 09. | Ahad Kazemi (IRI)     | Giant Asia Racing Team    | 132,66 |
| 10. | Serguei Lagutin (UZB) | Landbouwkrediet-Colnago   | 120    |

| #   | Equip                     | País            | Pts    |
| 01. | Giant Asia Racing Team    | Xina Taipei     | 795,64 |
| 02. | Capec                     | Kazakhstan      | 439    |
| 03. | Barloworld                | Regne Unit      | 429    |
| 04. | Paykan                    | Iran            | 315    |
| 05. | Ceramica Panaria-Navigare | Itàlia          | 271    |
| 06. | Team Bridgestone Anchor   | Japó            | 261    |
| 07. | Marco Polo Cycling Team   | R.P. de la Xina | 237    |
| 08. | Team Nippo                | Japó            | 227    |
| 09. | Naturino-Sapore di Mare   | Suïssa          | 209    |
| 10. | Navigators                | Estats Units    | 176    |

| \| # \| País \| Pts \| \| 01. \| Kazakhstan \| 1005 \| \| 02. \| Iran \| 875 \| \| 03. \| Japó \| 744 \| \| 04. \| Uzbekistan \| 618 \| \| 05. \| Corea del Sud \| 143 \| \| 06. \| Mongòlia \| 127 \| \| 07. \| Hong Kong \| 79 \| \| 08. \| Indonèsia \| 55 \| \| 09. \| Síria \| 43 \| \| 10. \| R.P. de la Xina \| 41 \| |                 |      |
| # | País            | Pts  |
| 01. | Kazakhstan      | 1005 |
| 02. | Iran            | 875  |
| 03. | Japó            | 744  |
| 04. | Uzbekistan      | 618  |
| 05. | Corea del Sud   | 143  |
| 06. | Mongòlia        | 127  |
| 07. | Hong Kong       | 79   |
| 08. | Indonèsia       | 55   |
| 09. | Síria           | 43   |
| 10. | R.P. de la Xina | 41   |